# Droga krajowa B200 (Niemcy)
Droga krajowa (federalna) B200 (niem. Bundesstraße 200, B 200) – niemiecka droga krajowa przebiegająca  z zachodu na północny wschód od skrzyżowania z drogą B5 na obwodnicy Husum do granicy z Danią w Kupfermühle, na północ od Flensburga, w kraju związkowym Szlezwiku-Holsztynie.
W 1967 roku otwarto zachodnią obwodnicę Flensburga, która od lat 70. do 1987 roku funkcjonowała jako autostrada federalna A205.